# Яблоновский, Станислав Ян

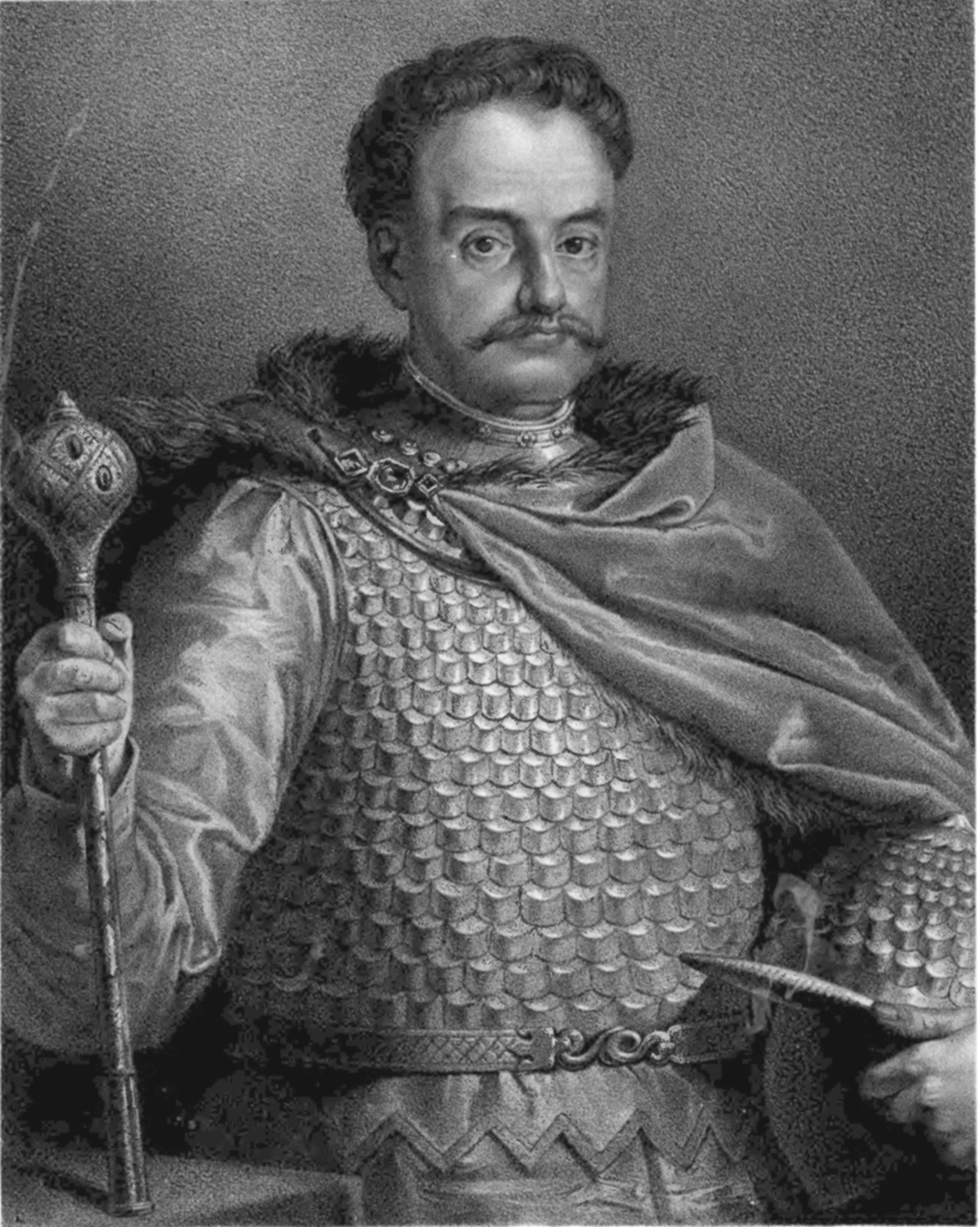
Портрет Станислава Яна Яблоновского. Художник Войцех Герсон

Станислав Ян Яблоно́вский (пол. Stanisław Jan Jabłonowski, укр. Станіслав Ян Яблоновський) (3 апреля 1634; Люча вблизи Яблунова, Русское воеводство, Речь Посполитая — 3 апреля 1702; Львов, Русское воеводство, Речь Посполитая) — польский государственный деятель, русский воевода (с 1664), один из величайших польских полководцев конца XVII века, удостоенный императором Леопольдом I в 1698 году княжеского титула. Представитель магнатского рода Яблоновских, отец Яна Яблоновского, дед короля Станислава Лещинского.

## Биография
Сын великого коронного мечника Яна Станислава Яблоновского (1601—1647) и Анны Остророг (1610—1648). В молодости он прошёл хорошую военную школу, принимая участие в войне со шведами под начальством знаменитого полководца Стефана Чарнецкого. Принимал участие во всех войнах и битвах Речи Посполитой своего времени:
- Русско-польская война (1654—1667)
- Шведский потоп
- Польско-казацко-татарская война (1666—1671)
- Хотинская битва (1673)
- Венская битва (1683)

Когда в 1655 году шведы осадили Краков, Яблоновскому удалось спасти регалии польских королей от захвата врагами и таким образом помешать шведскому королю возложить на свою голову польскую корону.
На заключительном этапе русско-польской войны потерпел поражение под Белой Церковью от левобережных казаков и калмыков.
В 1667 году Яблоновский совершил вместе с Чарнецким поход против венгерского предводителя Ракоци и в Данию. Войны с казаками, татарами и турками доставили Яблоновскому большую военную славу, и в 1682 году он получил достоинство великого гетмана коронного.
В знаменитой битве, спасшей Вену от турок в 1683 году, он был одним из вождей, командовавших польскими войсками. И позже Яблоновский оказывал большие услуги своей родине, защищая её от татар и турок, для чего была им заложена на берегу Днестра крепость Окопы.
В благодарность за спасение Львова от нашествия крымских татар на нынешнем проспекте Свободы в XVIII веке был установлен памятник гетману Яблоновскому — первый на территории современной Украины.
Политическое влияние его в Польше было сильно; после смерти короля Яна Собеского поднимался даже вопрос о возведении Яблоновского на польский престол. Впоследствии королём был избран Станислав Лещинский, сын его дочери Анны.

## Чины
Великий стражник коронный (1660), великий обозный коронный (1661), воевода русский (1664—1692), польный коронный гетман (1676—1683), великий коронный гетман (1683—1702), каштелян краковский (1692—1702). Староста каменецкий, жидачевский, серпцкий, винницкий, корсуньский, чигиринский, белоцерковский, богуславский, буско-здруйский, мендзыжецкий, мостиский, блонский, янувский и нисковский.

## Семья
В 1658 году Станислав Ян Яблоновский женился на Марианне Казановской (1643—1687), дочери воеводы брацлавского Доминика Александра Казановского и Анны Потоцкой. Дети:
- Ядвига Тереза Яблоновская (1659—1692), жена воеводы плоцкого Яна Бонавентуры Красинского;
- Анна Яблоновская (1660—1727), жена с 1676 года великого подскарбия коронного Рафаэля Лещинского;
- Ян Станислав Яблоновский (1669—1731), воевода русский и великий канцлер коронный;
- Александр Ян Яблоновский (ок. 1670—1723), великий коронный хорунжий;
- Станислав Кароль Яблоновский (+1702), великий коронный обозный.

От правнучки гетмана Яблоновского, Марии Лещинской, происходят Людовик XVI и (по женским линиям) почти все католические монархи Европы XIX—XX веков.

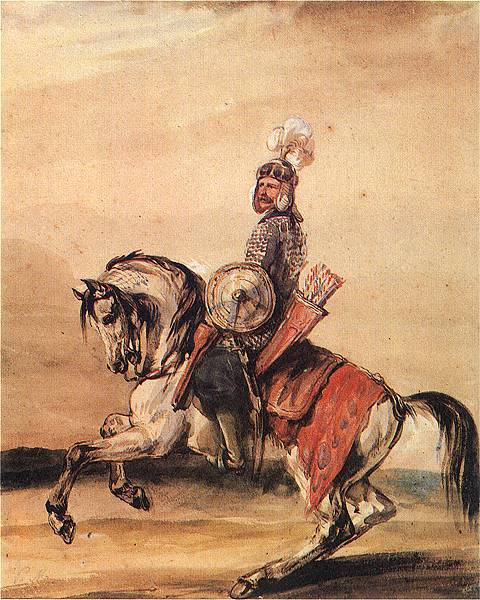
Гетман Станислав Ян Яблоновский на картине Петра Михаловского
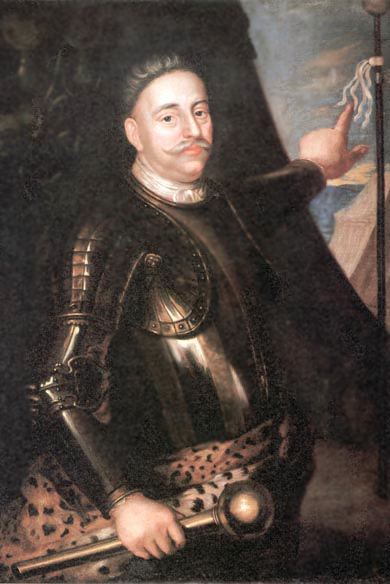
Гетман Станислав Ян Яблоновский
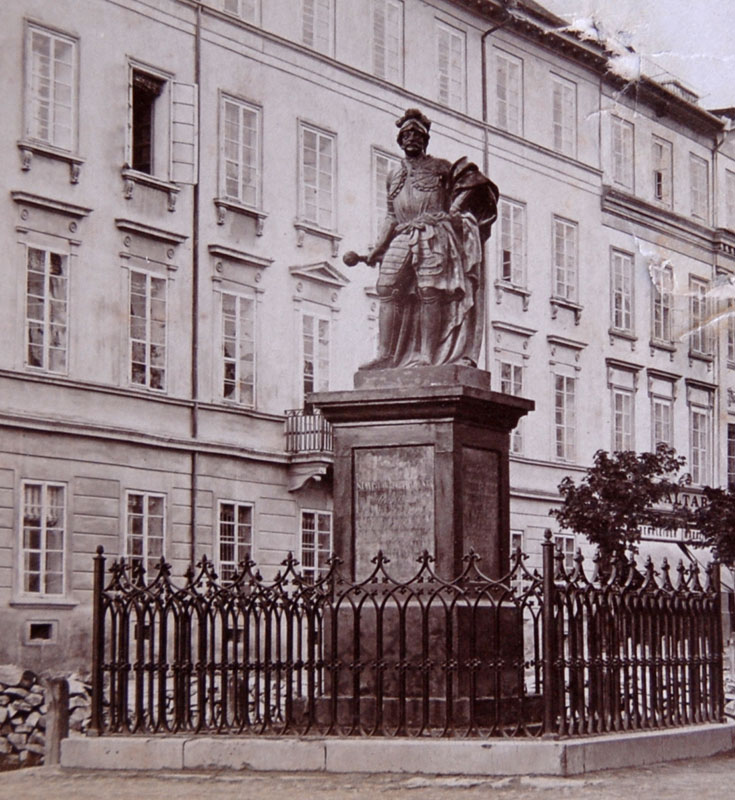
Памятник Станислава Яна Яблоновского во Львове (уничтожен)